# Lindelofia stylosa
Lindelofia stylosa är en strävbladig växtart. Lindelofia stylosa ingår i släktet Lindelofia och familjen strävbladiga växter.

## Underarter
Arten delas in i följande underarter:
- L. s. pterocarpa
- L. s. stylosa